# Weserbrücke (Grohnde)

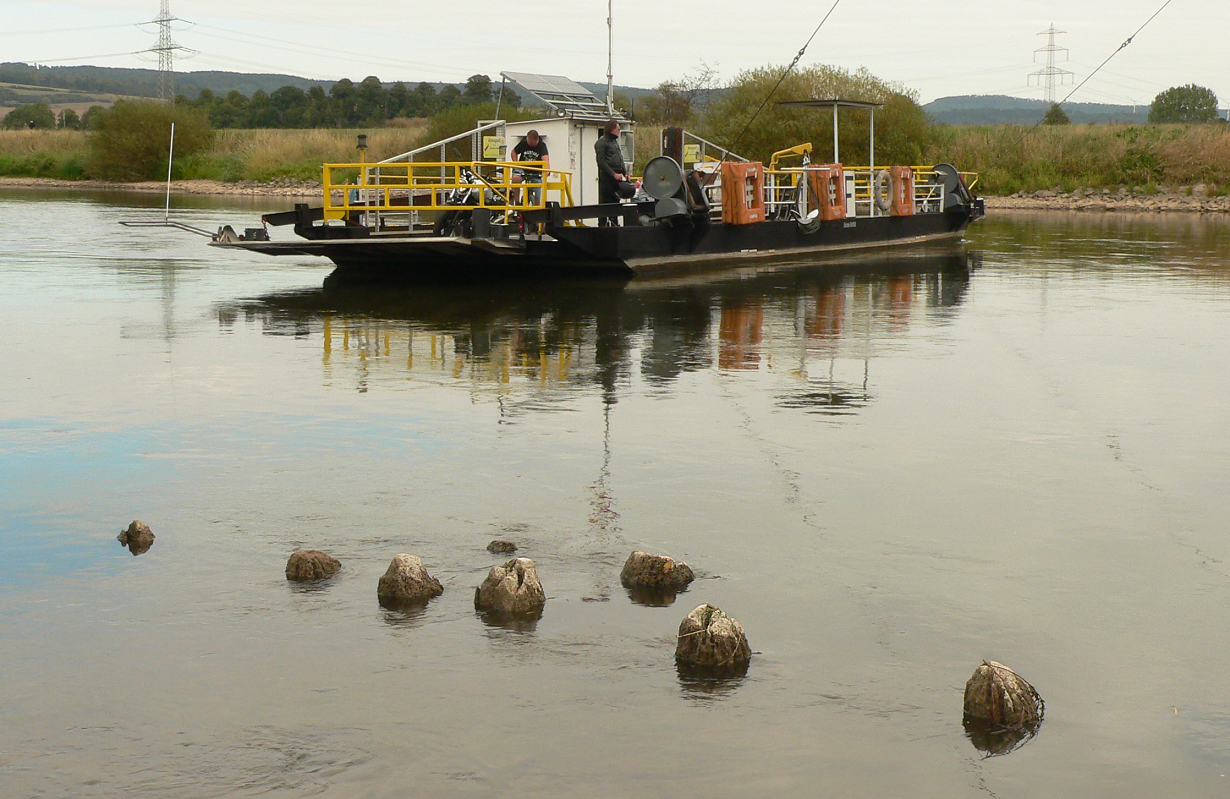
Acht sichtbare Pfähle der früheren Weserbrücke bei Niedrigwasser der Weser, dahinter die Grohnder Fähre (September 2018)

Die frühere Weserbrücke Grohnde war eine Pfahljochbrücke  über die Weser, die sich bei Grohnde, heute ein Ortsteil der Gemeinde Emmerthal in Niedersachsen, befand. Das 1443 errichtete hölzerne Bauwerk an der früheren Burg Grohnde wurde während des Dreißigjährigen Kriegs zerstört und nicht wieder aufgebaut. Seit 1633 ermöglicht an der Stelle eine Fähre die Überfahrt, die noch heute als Grohnder Fähre besteht. 

## Beschreibung
Die Brücke entstand zur Überquerung der Weser im Verlauf einer mittelalterlichen Heer- und Handelsstraße, aus der später ein Postweg wurde. Laut einem Hamelner Rechnungsbuch hat ein Bürger aus Hameln die Brücke 1443 erbaut, vermutlich auf Veranlassung des Hildesheimer Bischofs. Durch den Brückenbau hätte er einen verlässlichen Zugang zur Burg Grohnde als Brückenkopf auf dem Westufer der Weser gehabt.
Historischen Überlieferungen zufolge wurde die Brücke in den Jahren 1617 und 1618 grundlegend erneuert. Für die Jahre von 1619 bis 1623 weisen die Register des Amtes Grohnde Gelder zur Instandsetzung auf. Die Zerstörung der Brücke wird zwischen den Jahren 1625 und 1633 vermutet.
Ende des 19. Jahrhunderts waren noch auf beiden Flussseiten bei Niedrigwasser doppelreihige Pfahljoche als Ständer der früheren Brücke zu sehen. 1981 legte das damalige Wasser- und Schiffahrtsamt Hann. Münden bei Stromarbeiten 96 Eichenpfähle im Flussbett frei. Mittels dendrochronologischer Untersuchungen ließ sich das Fälljahr der Holzstämme auf das Jahr 1563 plus/minus fünf Jahre bestimmen. Drei der Holzpfähle sind auf dem westlichen Weserufer am historischen Torgebäude ausgestellt. 
Heute ragen bei extremem Niedrigwasser auf dem westlichen Ufer etwa 10 Holzpfähle als Überreste der Brücke aus dem Wasser heraus. Es wird vermutet, dass sie wegen der günstigen Erhaltungsbedingungen für organisches Material im Wasser über 400 Jahre erhalten geblieben sind. Als die Pfähle während der sommerlichen Dürre und Hitzeperiode in Europa 2018 bei einem Weserpegel von rund 70 Zentimetern wieder sichtbar wurden, zeigten Archäologen vom Niedersächsischen Landesamt für Denkmalpflege Interesse an einer erneuten Altersbestimmung. Die Holzproben werden laut dem zuständigen Bezirksarchäologen Friedrich-Wilhelm Wulf dendrochronologisch untersucht, um das Fälljahr der Baumstämme zu ermitteln.

Bilder
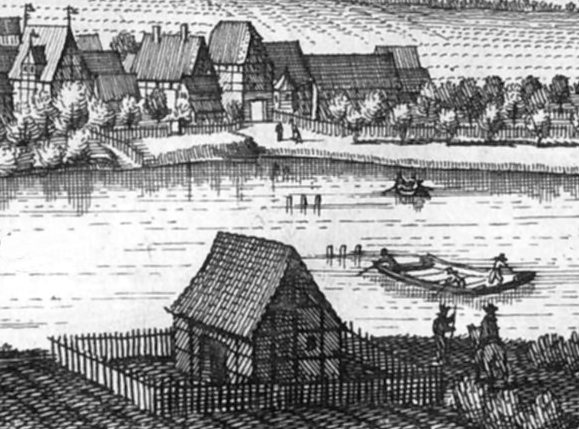
Merian-Stich der Grohnder Fähre mit einer gestakten Wagenfähre und einem Fährboot, im Wasser die Pfahljoche der ehemaligen Brücke, 1654
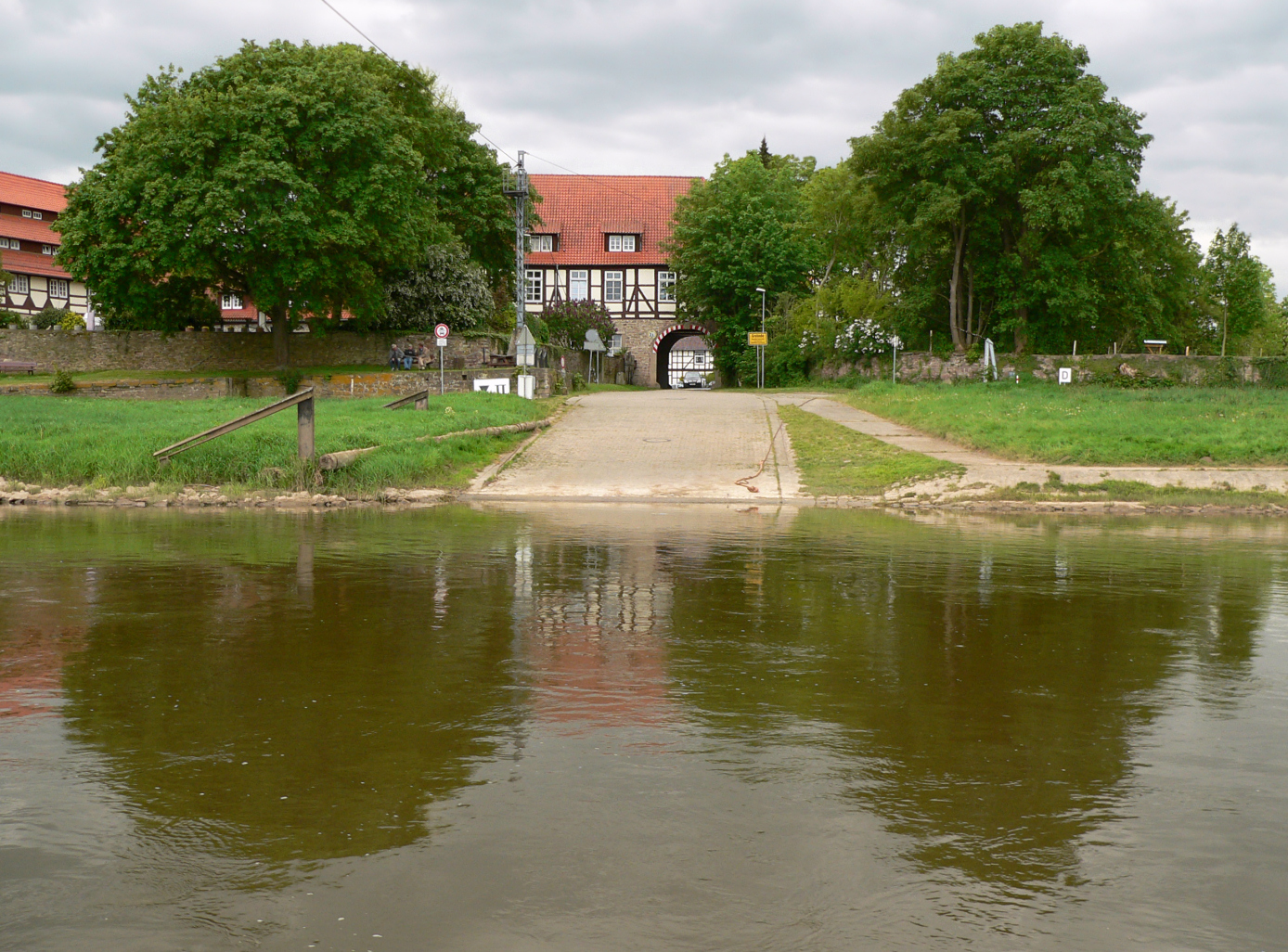
Der Standort der Brücke befand sich links neben der Fährauffahrt
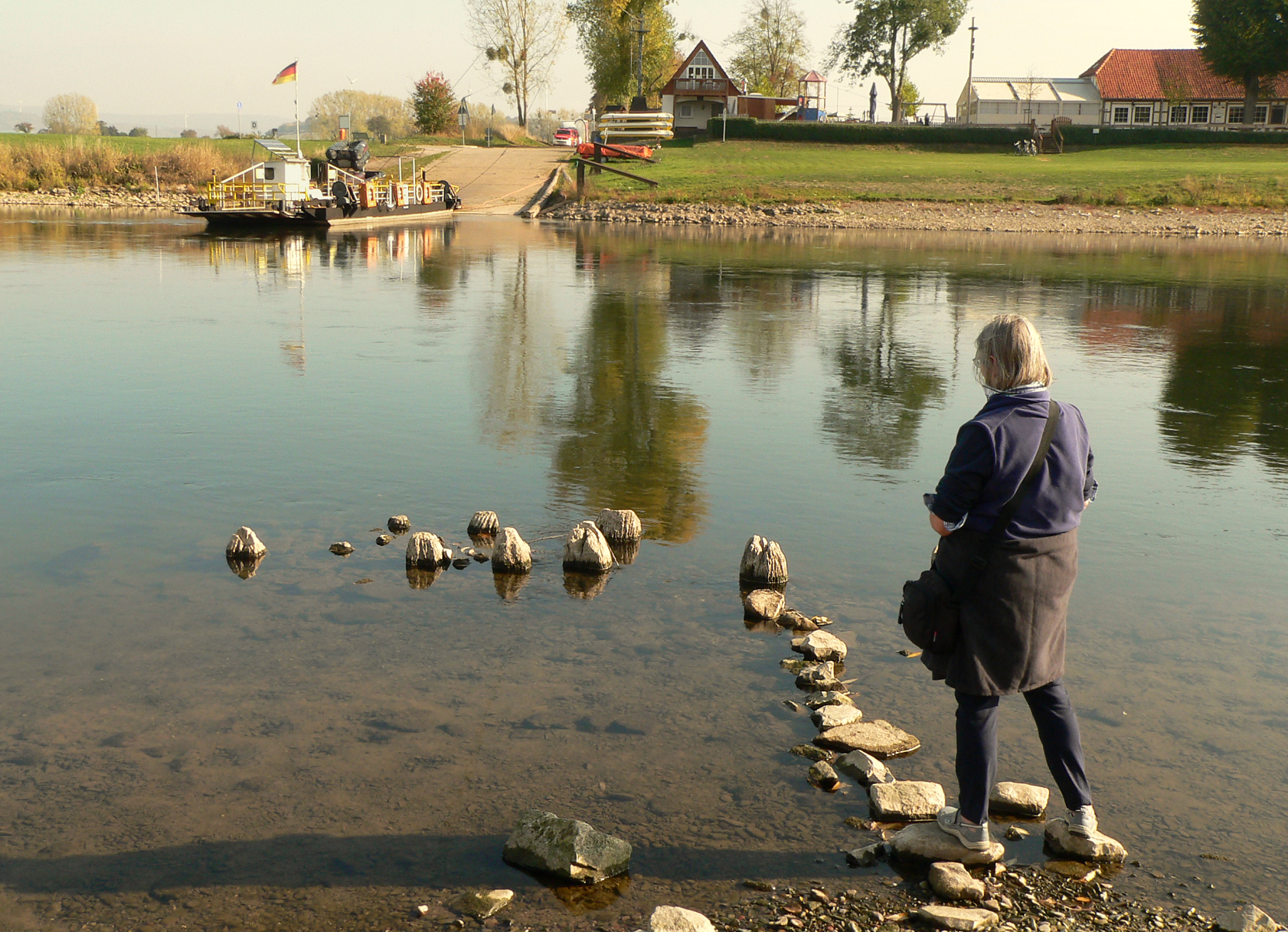
Die Holzpfähle der Brücke bei extremem Niedrigwasser, Oktober 2018
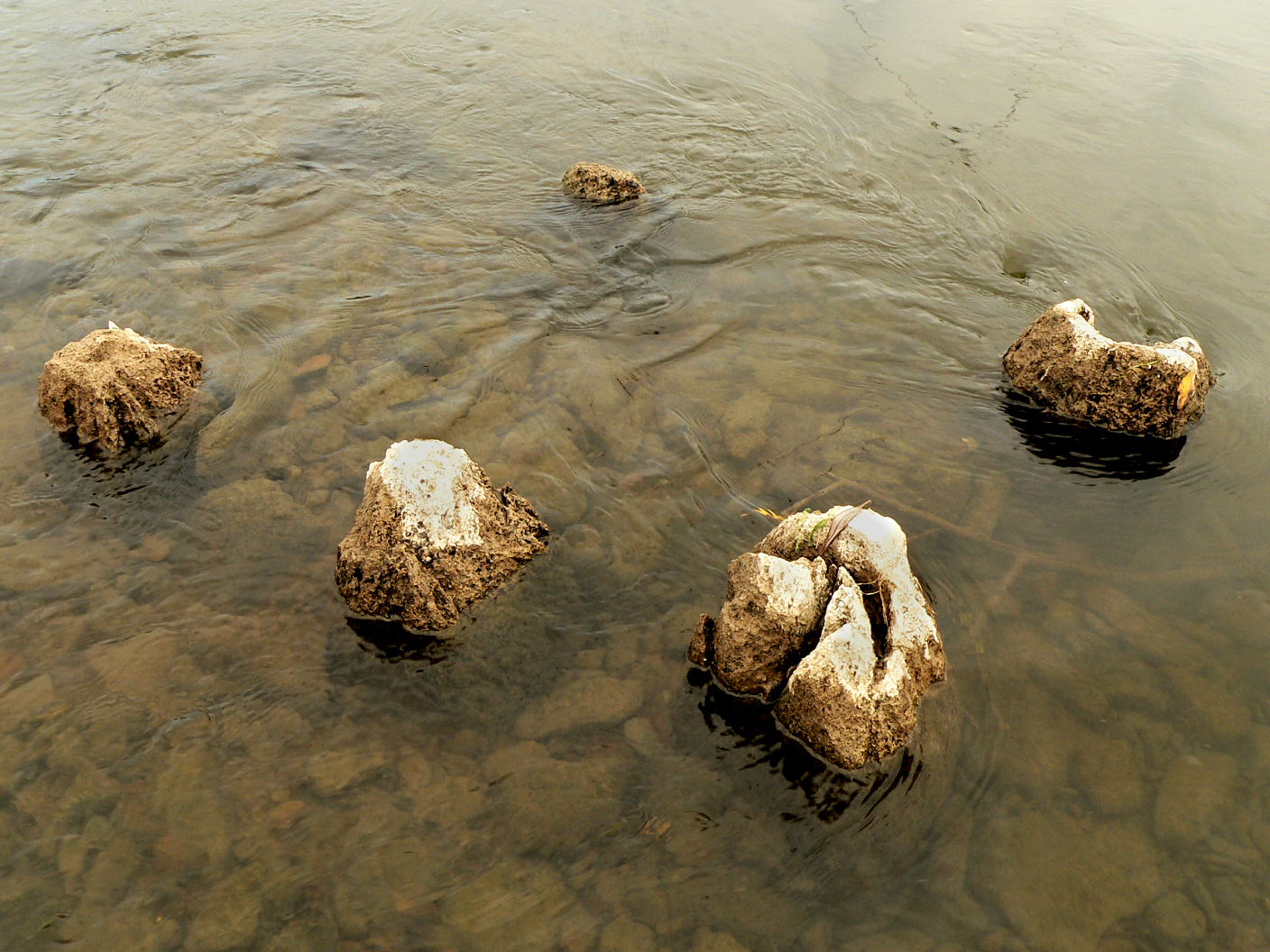
Blick auf symmetrisch angeordnete Holzpfähle am Gewässergrund
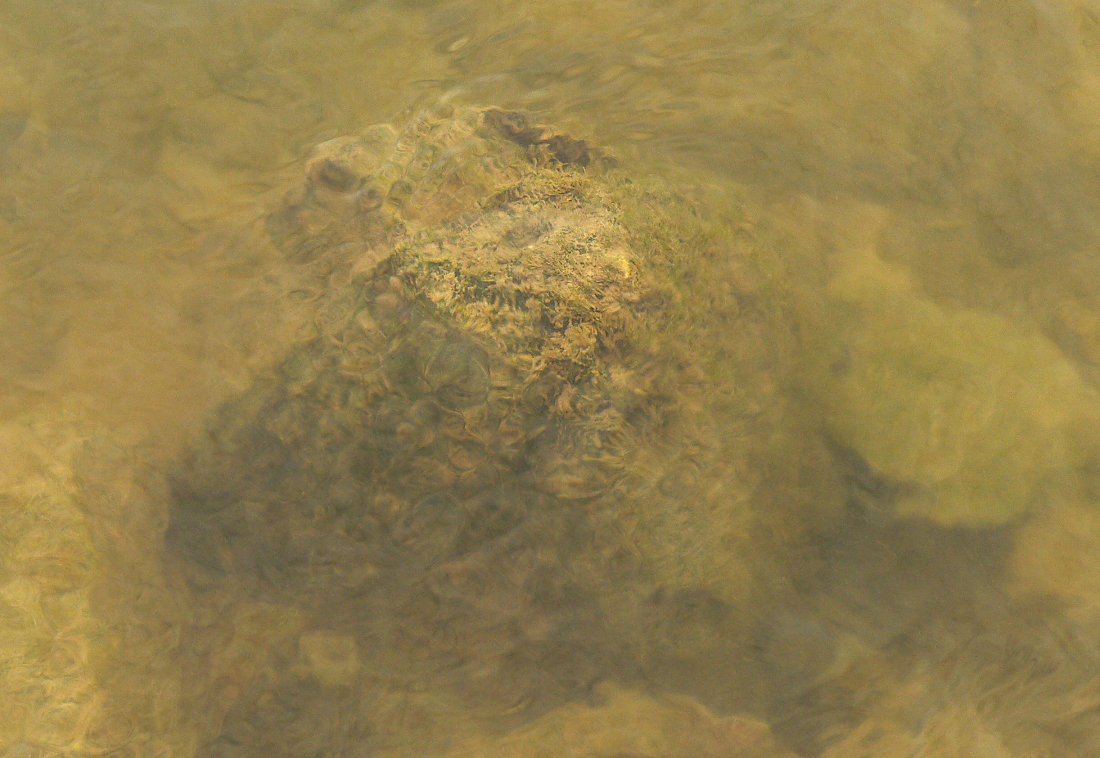
Ein Pfahl unter der Wasseroberfläche
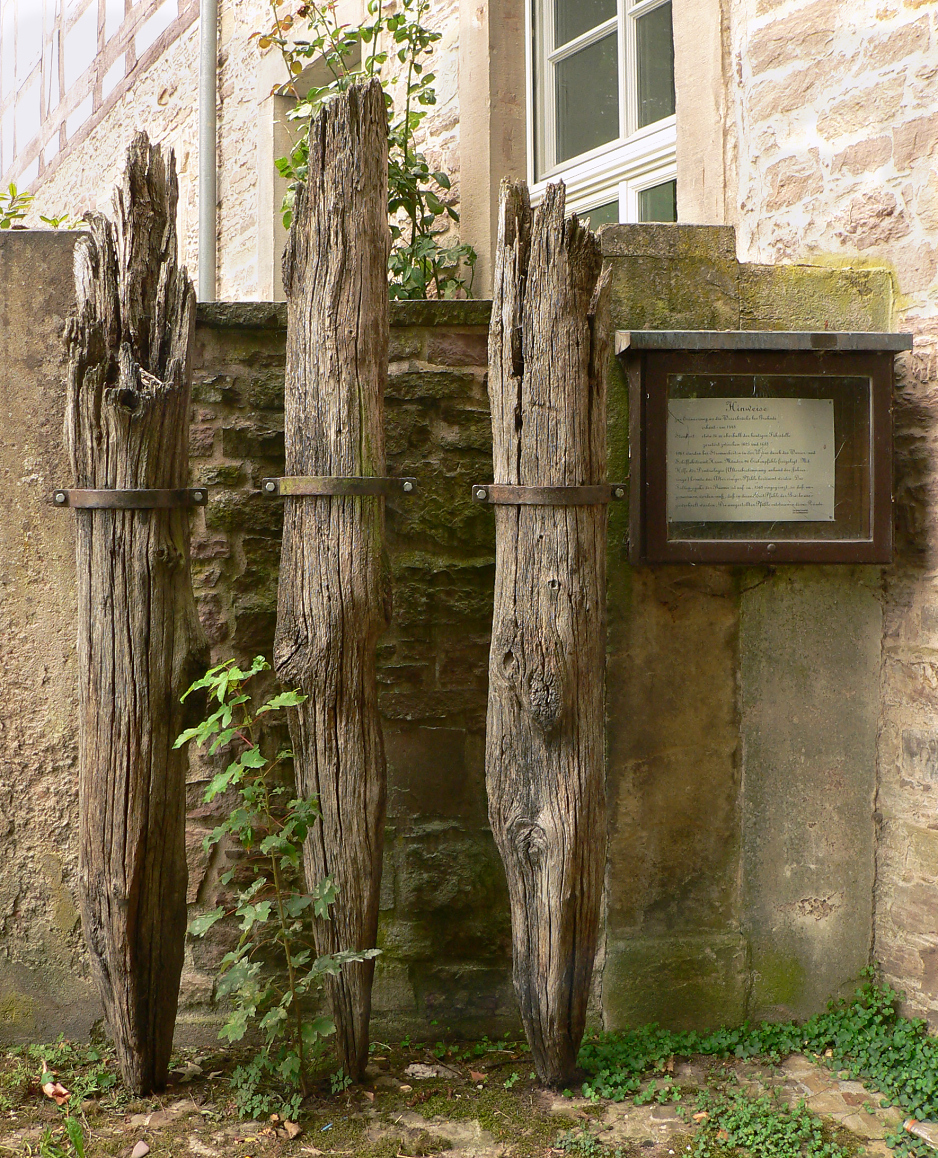
Am historischen Torhaus ausgestellte Holzpfähle der Weserbrücke, datiert auf das Jahr 1563